# Chanel Terrero
Chanel Terrero Martínez mest känd som Chanel, född 28 juli 1991 i Havanna, är en kubansk-spansk sångerska som representerade Spanien i Eurovision Song Contest 2022 i Turin, med sången "SloMo".